# Barytheriidae
A Barytheriidae az emlősök (Mammalia) osztályának ormányosok (Proboscidea) rendjébe, ezen belül a fosszilis Plesielephantiformes alrendjébe tartozó család.

## Tudnivalók
Ennek a családnak a fajai voltak az első nagyobb méretű ősormányosok; ezekre az állatokra a nagymértékű nemi kétalakúság jellemző. A maradványaikat a késő eocén és a kora oligocén korszaki rétegekben találták meg. Lelőhelyeik Észak-Afrikában és Ománban vannak.

## Rendszerezés
A családba az alábbi 2 nem tartozik:
- †Barytherium C.W. Andrews, 1901[1]
- †Omanitherium Seiffert et al., 2012[2][3]

## Fordítás
- Ez a szócikk részben vagy egészben  a   Barytheriidae című angol Wikipédia-szócikk ezen változatának fordításán alapul.  Az eredeti cikk szerkesztőit annak laptörténete sorolja fel. Ez a jelzés csupán a megfogalmazás eredetét és a szerzői jogokat jelzi, nem szolgál a cikkben szereplő információk forrásmegjelöléseként.
- Ez a szócikk részben vagy egészben  a   Proboscidea#Classification című angol Wikipédia-szócikk ezen változatának fordításán alapul.  Az eredeti cikk szerkesztőit annak laptörténete sorolja fel. Ez a jelzés csupán a megfogalmazás eredetét és a szerzői jogokat jelzi, nem szolgál a cikkben szereplő információk forrásmegjelöléseként.